# Municipio de Harrison (condado de Clay)
El municipio de Harrison (en inglés: Harrison Township) es un municipio ubicado en el condado de Clay en el estado estadounidense de Indiana. En el año 2010 tenía una población de 2172 habitantes y una densidad poblacional de 13,38 personas por km².

## Geografía
El municipio de Harrison se encuentra ubicado en las coordenadas 39°15′57″N 87°6′16″O / 39.26583, -87.10444. Según la Oficina del Censo de los Estados Unidos, el municipio tiene una superficie total de 162.32 km², de la cual 161,19 km² corresponden a tierra firme y (0,69 %) 1,12 km² es agua.

## Demografía
Según el censo de 2010, había 2172 personas residiendo en el municipio de Harrison. La densidad de población era de 13,38 hab./km². De los 2172 habitantes, el municipio de Harrison estaba compuesto por el 98,85 % blancos, el 0,14 % eran amerindios, el 0,05 % eran asiáticos y el 0,97 % eran de una mezcla de razas. Del total de la población el 0,78 % eran hispanos o latinos de cualquier raza.